# Hacker (sécurité informatique)
Cet article concerne le hacker en sécurité informatique. Pour les autres usages, voir Hacker.
Vous pouvez aider à l'améliorer ou bien discuter des problèmes sur sa page de discussion.
- Il ne cite pas suffisamment ses sources. Vous pouvez indiquer les passages à sourcer avec {{référence nécessaire}} ou {{Référence souhaitée}}, et inclure les références utiles en les liant aux notes de bas de page. (Marqué depuis juin 2008)
- Il contient une ou plusieurs listes. Le texte gagnerait à être rédigé sous la forme d’un ou plusieurs paragraphes synthétiques, afin d’être plus agréable à lire. (Marqué depuis mai 2023)

- Archive Wikiwix
- Bing
- Cairn
- DuckDuckGo
- E. Universalis
- Gallica
- Google
- G. Books
- G. News
- G. Scholar
- Persée
- Qwant
- (zh) Baidu
- (ru) Yandex
- (wd) trouver des œuvres sur Wikidata

En sécurité informatique, le terme hacker, francisé hackeur ou hackeuse, désigne une personne qui recherche les moyens de contourner les protections logicielles et matérielles. Il agit par curiosité, à la recherche de la gloire, par conscience politique, contre rémunération, ou bien par vengeance ou malveillance,.
L'usage dans ce sens est contesté par la sous-culture du même nom, qui propose le terme cracker pour le remplacer, sans qu'il parvienne à s'imposer.

## Terminologie
Issu du jargon informatique, où il désigne une personne qui cherche la compréhension du fonctionnement intime de technologies,, le terme hackeur prend, en sécurité informatique, le sens de « pirate informatique » sans nécessairement avoir d'aspect cybercriminel. Afin de lever l'ambiguïté sur le terme « hacker », le terme « cracker » est parfois utilisé pour désigner les pirates mal intentionnés, les démarquant ainsi de la culture académique des hackers telle que définie par Eric Raymond.

### Catégorisations informelles
Plusieurs catégorisations informelles coexistent, qui tendent à classifier les hackers suivant leur éthique et leurs compétences.

#### Catégorisation informelle par éthique
On retrouve une réification par des chapeaux de couleur noire ou blanche, en référence au genre Western, où le héros porte un chapeau blanc et les méchants des chapeaux noirs. Cette vision manichéenne des intentions prévaut comme une identification communautaire. Une autre vision, plus nuancée, distingue des « chapeaux gris » (grey hats). Certaines entreprises comme Microsoft en ont récupéré la réputation à des fins corporatistes (voir Blue hat).
- Le chapeau blanc[7] ou white hat : expert bienveillant de la sécurité informatique.
- Le chapeau noir[7] ou black hat : expert malveillant, cybercriminel agissant dans le but de nuire, de faire du profit ou d'obtenir des informations. Les plus malveillants sont surnommés crashers.
- Le chapeau gris ou grey hat : spécialiste sans mauvaises intentions, qui agit parfois illégalement. La recherche de gloire est souvent sa principale motivation. Cette catégorie recouvre le large panel de personnes se situant entre le black hat et le white hat.
- Les hacktivistes : activistes politiques utilisant le hacking, parfois en transgressant la loi, pour attaquer des organisations ou des personnes afin de défendre une cause.

Le collectif Anonymous, un groupe d'hacktivistes.

#### Catégorisation informelle par compétence
- Les script kiddies (littéralement « gamins qui utilisent des scripts ») ou lamer : sans compétences réelles, ils utilisent des outils créées par d’autres pour arriver à leurs fins.

## Associations dehackerscélèbres
Les principaux groupes de hackeurs sont :
- Chaos Computer Club, groupe allemand fondé en 1981, le plus grand groupe européen de hackeurs (distinct du groupe français)[8].
- Cult of the Dead Cow (créateur de Back Orifice 2000, un logiciel de prise de contrôle à distance)
- 2600 (groupe hacker new-yorkais ; la fréquence du sifflet du Captain Crunch était de 2 600 Hz).
- Anonymous est un collectif de hackers manifestants contre la scientologie et pour la liberté d'expression.
- Hacking For Girliez (groupe de hackers féminins) ; responsable de nombreux piratages de sites comme ceux de la NASA, du New York Times ou de la firme Motorola.
- Bureau 121, une unité militaire de l'armée de Corée du Nord, notamment désignée coupable du piratage contre Sony Pictures Entertainment[9].
- la Cyber-armée turque, nom regroupant plusieurs groupes de pirates, dont Ayyildiz-Tim[10], qui a pris possession des comptes Twitter de Bruno Jeudy et François Fillon pendant quelques heures en janvier 2020[11], ceux de Greta Van Susteren et Eric Bolling en mars 2018[12], et de plusieurs politiciens et célébrités indiens[13], généralement afin de propager des messages politiques. Les sites Web de Coca-Cola et de plusieurs agences gouvernementales grecques ont également servi de vitrines au groupe[14],[15].

## Culture

### Conventions et manifestations
Depuis la fin des années 1980, certains groupes organisent des « manifestations » régulières, comme :
- DEF CON : de nombreuses def cons ont été organisées depuis 1983,
- Chaos Communication Congress (organisé par le Chaos Computer Club, tous les ans entre Noël et le jour de l'an),
- Chaos Communication Camp (organisé par le Chaos Computer Club, tous les quatre ans, depuis 1999),
- Black Hat Briefings,
- Hackers on Planet Earth,
- ToorCon,
- Nuit du Hack : de nombreuses Nuits du hack ont été organisées en France depuis 2003.

### Présence artistique

#### Hackeurs dans les œuvres de fictions
- Lisbeth Salander, personnage de la trilogie Millénium ; elle possède un don incroyable pour l'informatique.
- David Lightman, personnage principal du film Wargames ; il hacke le serveur d'une entreprise pour jouer à un jeu de stratégie.
- Néo, personnage principal de la série Matrix.
- Aiden Pearce, BADBOY17 (ou Clarà), DeFaLT et T-bone (ou Raymond Kenney), personnages du jeu vidéo Watch Dogs ainsi que Retr0 (Marcus Holloway), Josh, Horatio, Sitara et Wrench, personnages du jeu vidéo Watch Dogs 2.
- Edith Lee « Falcon », personnage de Revenge.
- Harold Finch et Samanta Grooves alias « Root » personnages principaux de Person of Interest.
- Chuck Bartowski, personnage principal de la série Chuck.
- Takagi Fujimaru « Falcon », personnage principal du manga Bloody Monday.
- Seymour Birkhoff ou Lionel Pellar « Shadow Walker », un des personnages principaux de la série Nikita joué par Aaron Stanford.
- Daisy Johnson, alias Skye « Quake », personnage de la série Les Agents du SHIELD.
- Nomi Marks, un des personnages de la série Sense8.
- Walter O'Brien, personnage de la série Scorpion inspiré d'un informaticien du même nom, ainsi que Sylvester Dodd, personnage de la même série et employé du premier.
- Elliot Alderson, personnage principal de la série Mr Robot ; informaticien torturé tanguant entre son travail en sécurité informatique pour le compte de la société fictive AllSafe et ses activités de hacking.
- Alec Sadler, personnage de la série Continuum ; inventeur de la machine à voyager dans le temps.
- Felix, personnage de la trilogie Blonde (Toujours Blonde, Éternellement Blonde) de Meg Cabot qui aide Emerson Watts et Christopher Maloney à couler Starks Entreprises.
- Felicity Smoak, personnage de la série Arrow.
- Barbara Gordon, ayant porté les identités de Batgirl et d'Oracle, personnage de l'univers DC Comics.
- Penelope Garcia, personnage de la série Esprits criminels.
- Chloe O'Brian personnage de la série 24 Heures chrono.
- Le personnage de Florian dans le roman ado Hacker de Sophie Adriansen en 2023, « une forme de thriller. […] Inspiré d’un fait divers réel »[16], selon l'avis critique de Télérama.

## Hackerscélèbres
- Karl Koch[17] : connu pour avoir piraté dans les années 1980 des données confidentielles de l'armée américaine basée en Allemagne de l'Ouest qu'il revendit au KGB.
- Bill Landreth[18] : auteur du livre à succès Le Pirate de l'Informatique : Guide de la sécurité informatique en 1985.
- Michael Calce[19] : un Canadien qui a acquis une certaine notoriété après avoir lancé en février 2000 une série d’attaques de déni de service contre plusieurs sites web des géants commerciaux tels que eBay, Amazon, Yahoo!, Dell ou encore CNN.
- Kevin Mitnick[20] : s'infiltra dans certains des plus grands sites internet sécurisés.
- Islam Brahimi : connu pour avoir accédé illégalement à plusieurs ordinateurs reliés à Internet en créant l'un des plus grands réseaux Botnet de 500 000 ordinateurs infectés.
- H.D Moore[21] : créateur de Metasploit.
- Jon Ellch : plus connu sous le pseudonyme de Johnny Cash, il a particulièrement fait parler de lui en 2006 en démontrant avec son acolyte David Maynor l'existence de vulnérabilités dans les pilotes Wi-Fi, dont ceux d'Apple.
- Joanna Rutkowska : s'est fait connaître de la communauté en 2006 grâce à la Blue Pill, un rootkit exploitant la technologie de virtualisation Pacifica d'AMD pour prendre le contrôle de Windows Vista.
- Gary McKinnon : accusé d'avoir pénétré dans 97 ordinateurs appartenant à l'armée américaine et à la NASA.
- Kevin Poulsen : connu sous le pseudonyme Dark Dante, il fut le premier hacker à être accusé d'espionnage aux États-Unis.
- Jon Lech Johansen : décryptage du contenu d'un DVD chiffré.
- George Hotz : plus connu sous le pseudonyme de GeoHot, il a craqué l'iPhone (2007) et la PlayStation 3 (2010).
- Harald Welte : pour son travail d'ingénierie inverse sur le protocole et les équipements GSM.
- Karsten Nohl : pour son travail d'ingénierie inverse sur le chiffrement du protocole GSM et Mifare.
- Hamza Bendelladj : hacker algérien alias BX1, arrêté en 2013, étant suspecté d'avoir détourné dix à vingt millions de dollars de plus de deux cents institutions financières américaines et européennes[22].
- TinKode : hacker roumain qui a piraté le site de la Royal Navy, et verrouillé le site du Pentagone et de la NASA.
- Conor Brian Fitzpatrick, alias Pompompurin : arrêté par le FBI en mars 2023. Il était l'administrateur de BreachForums, un forum et une place de marché permettant d'acheter des données volées, et de RaidForums, fermé en 2022[23],[24].

## Publications francophones en sécurité informatique
- Pirate informatique, édité par ID Presse ;
- MISC, édité par les éditions Diamond ;
- Hackademy Magazine ;
- Rafale ;
- Le Virus informatique ;
- Hackerz Magazine ;
- Hacker News Magazine ;
- Hacking Magazine.

Voir aussi les publications traitant de hacking et la catégorie « Presse consacrée à la sécurité de l'information ».

### Filmographie
- La Guerre invisible, écrit et réalisé par Antoine Vitkine et produit par Doc en stock, 2011[25].
- Hackers : les nouveaux maîtres du monde, documentaire de Fabien Benoît, Arte 2011[25].
- Du Sextoy au Dark Web : Rayna Stamboliyska, Thinkerview, sur YouTube